# Umifenovir
Umifenovir (comercializado sob a marca Arbidol) é um medicamento antiviral usado no tratamento da gripe na Rússia e na China. Embora alguns estudos russos tenham indicado ser eficaz, o seu uso não está aprovado em mais nenhum outro país.